# Stadsprijs Geraardsbergen 1969
De 38e editie van de Belgische wielerwedstrijd Stadsprijs Geraardsbergen werd verreden op 27 augustus 1969. De start en finish vonden plaats in Geraardsbergen. De winnaar was Julien Van Lint, gevolgd door Herman Vrijders en Fernand Hermie.

## Uitslag
| Stadsprijs Geraardsbergen 1969 |                 |                         |      |
| Plaats                         | Naam            | Ploeg                   | Tijd |
| Winnaar                        | Julien Van Lint | Ferretti                |      |
| 2                              | Herman Vrijders | Geens-Watneys           |      |
| 3                              | Fernand Hermie  | Pull Over Centrale-Novy |      |

1912 · 1913 · 1914–1926 · 1927 · 1928–1932 · 1933 · 1934 · 1935 · 1936 · 1937 · 1938 · 1939 · 1940 · 1941 · 1942 · 1943 · 1944 · 1945 · 1946 · 1947 · 1948 · 1949 · 1950 · 1951 · 1952 · 1953 · 1954 · 1955 · 1956 · 1957 · 1958 · 1959 · 1960 · 1961 · 1962 · 1963 · 1964 · 1965 · 1966 · 1967 · 1968 · 1969 · 1970 · 1971 · 1972 · 1973 · 1974 · 1975 · 1976 · 1977 · 1978 · 1979 · 1980 · 1981 · 1982 · 1983 · 1984 · 1985 · 1986 · 1987 · 1988 · 1989 · 1990 · 1991 · 1992 · 1993 · 1994 · 1995 · 1996 · 1997 · 1998 · 1999 · 2000 · 2001 · 2002 · 2003 · 2004 · 2005 · 2006 · 2007 · 2008 · 2009 · 2010 · 2011 · 2012 · 2013 · 2014 · 2015 · 2016 · 2017 · 2018 · 2019 · 2020 · 2021 · 2022